# سوئو اوئه
سوئو اوئه (انگلیسی: Sueo Ōe؛ ۲ اوت ۱۹۱۴ – ۲۴ دسامبر ۱۹۴۱) ورزشکار دو و میدانی اهل ژاپن بود.